# ルミナスクルーズ
ルミナスクルーズ株式会社（LUMINOUS CRUISING CO., LTD.）は、かつてレストラン船『ルミナス神戸2』の運航を手掛けていた日本の海運会社。

## 概要
1985年2月に、人材派遣および保険代理業を目的として千扇興産株式会社の商号で設立。2008年1月に現在の商号に変更し、同年6月に関連会社であったルミナス観光株式会社〈後の株式会社仁志興業）から、レストランクルーズ船事業を吸収分割により譲受した。
神戸ハーバーランドの観光スポットとして、神戸港を母港に、神戸港・大阪湾・明石海峡クルーズのほかランチ・ディナー・ブライダルなどの観光クルーズも行い、2009年5月期には約11億円の売上があった。しかし、燃料費高騰や原材料費高騰、船舶の償却負担などにより赤字決算や債務超過が続くなど資金繰りが悪化し、そのため金融機関に対して金融機関に返済条件の変更を要請するなどした。
これに追い打ちをかけるかのように、2018年から2019年にかけて発生した大阪府北部地震、平成30年7月豪雨、台風21号、台風10号などの自然災害による運航中止が影響して、2019年5月期の売上は約8億6900万円にまで落ち込んだと同時に営業損益段階から赤字に転落。2020年に発生した新型コロナウイルスの影響や、『ダイヤモンド・プリンセス』の新型コロナウイルスの集団感染による影響で、多数のキャンセルが発生して経営がさらに悪化。このため、ルミナスクルーズは2020年3月2日に神戸地方裁判所へ民事再生法の適用を申請。同日付で保全命令並びに監督命令を受けた。負債総額は12億9600万円。
民事再生スポンサーには、『コンチェルト』の運航を行っている神戸クルーザーの筆頭株主であるファースト・パシフィック・キャピタルが選定された。ルミナスクルーズが行っていた事業は、2020年8月にファースト・パシフィック・キャピタルへ譲渡され、『ルミナス神戸2』の運航はファースト・パシフィック・キャピタルが引き継ぐことになった。
ルミナスクルーズは再生計画立案のための資金繰りがつかなかったことから、2020年9月23日に神戸地方裁判所から民事再生手続廃止決定並びに保全管理命令を受け、同年10月20日に破産手続開始決定を受けた。
ルミナスクルーズは2021年11月1日に法人格が消滅した。

## 沿革
- 1985年1月 - 千扇興産株式会社の商号で設立。
- 2008年
  - 1月 - 商号をルミナスクルーズ株式会社へ変更。
  - 6月 - ルミナス観光株式会社〈後の株式会社仁志興業）から、レストランクルーズ船事業を吸収分割により譲受。
- 2020年
  - 3月2日 - 神戸地方裁判所へ民事再生法の適用を申請。
  - 8月 - 全事業をファースト・パシフィック・キャピタルへ譲渡して事業停止。
  - 9月23日 - 神戸地方裁判所から民事再生手続廃止決定を受ける。
  - 10月20日 神戸地方裁判所から破産手続開始決定を受ける。
- 2021年11月1日 - 法人格消滅。

## 運航していた船舶
- ルミナス神戸2